# Yasir Butt
Yasir Ali Butt (* 3. Juli 1988 in Lahore) ist ein ehemaliger pakistanischer Squashspieler.

## Karriere
Yasir Butt begann seine professionelle Karriere im Jahr 2003 und gewann ein Turnier auf der PSA World Tour. Er stand darüber hinaus in neun weiteren Finals. Bereits bei den Junioren errang er große Erfolge. So stand er 2004 in Islamabad bei der Junioren-Weltmeisterschaft im Finale gegen den Ägypter Ramy Ashour, verlor diese Begegnung jedoch klar mit 5:9, 8:10 und 3:9. 
Seine höchste Platzierung in der Weltrangliste erreichte er mit Rang 40 im Juli 2008. Mit der pakistanischen Nationalmannschaft nahm er 2007, 2009 und 2011 an Weltmeisterschaften teil. Darüber hinaus gewann er mit dieser 2010 bei den Asienspielen die Goldmedaille. Er konnte sich nur 2009 für eine Weltmeisterschaft qualifizieren. In der ersten Runde schied er gegen Thierry Lincou mit 0:3 aus. Er bestritt im Mai 2016 sein letztes Profiturnier.

## Erfolge
- Gewonnene PSA-Titel: 1
- Asienspiele: 1 × Gold (Mannschaft 2010)